# Synkron bane
| Portal | Portal:Astronomi |

En synkron bane er en bane hvor et banelegeme (sædvanligvis en satellit) har lig den gennemsnitlige rotationsperiode til et andet legeme der (i en periode) går rundt i bane (sædvanligvis en planet), og har samme drejeretning som det legeme.
Et astronomisk eksempel er Plutos måne Charon. Meget mere sædvanlig er synkrone baner udført af kunstige satellitter som bruges til kommunikation, som geostationære satellitter.
For naturlige satellitter, som bare kan opnå en synkron bane ved at tidevandslåse sig til en planet, går det altid parallelt med en bundet rotation af satellitten. Dette er fordi mindre legemer hurtigere bliver tidevandslåst, og når en synkron bane er opnået har legemet allerede i lang tid haft en synkron rotation.